# Japan Soccer League 1980
La temporada de 1980 fue la décima edición de la Liga de fútbol de Japón , el mayor nivel de campeonato de fútbol japonés. Se determinaron, asimismo, los descensos a la Segunda División, el último de la tabla desciende directamente a Segunda División mientras que el penúltimo de la tabla juega la promoción con el subcampeón de la Segunda División.

## Primera División
El Yanmar Diesel ganó el título por cuarta vez.
El Nissan, quien se había salvado del descenso en la promoción de la temporada anterior, bajó después de determinarse que el último puesto fuera descendido automáticamente, mientras que el Yamaha se salvó derrotando al Fujitsu en la promoción.
| Pos | Club               | Pts | W  | D | L  | GF | GA | GD  | Notes            |
| 1   | Yanmar Diesel      | 30  | 13 | 4 | 1  | 29 | 13 | +16 | Campeones        |
| 2   | Fujita Engineering | 23  | 10 | 3 | 5  | 33 | 19 | +14 |                  |
| 3   | Furukawa Electric  | 22  | 9  | 4 | 5  | 26 | 21 | +5  |                  |
| 4   | Mitsubishi Motors  | 20  | 7  | 6 | 5  | 24 | 20 | +4  |                  |
| 5   | Hitachi            | 19  | 8  | 3 | 7  | 32 | 28 | +4  |                  |
| 6   | Yomiuri            | 20  | 6  | 8 | 4  | 22 | 21 | +1  |                  |
| 7   | Toyo Kogyo         | 17  | 8  | 1 | 9  | 37 | 29 | +8  |                  |
| 8   | Nippon Steel       | 15  | 6  | 3 | 9  | 21 | 27 | -6  |                  |
| 9   | Yamaha Motors      | 13  | 5  | 3 | 10 | 28 | 39 | -11 | Promoción        |
| 10  | Nissan             | 6   | 2  | 2 | 14 | 11 | 41 | -30 | Segunda División |

### Promoción
| Primera División | Ida | Vuelta | Segunda División |
| ---------------- | --- | ------ | ---------------- |
| Yamaha Motors    | 1-0 | 1-1    | Fujitsu          |

## Segunda División
Honda was finally promoted on the second attempt after the 1978 debacle.
Kofu Club saved itself from relegation by defeating Furukawa Electric Chiba, Furukawa's B-team. Cosmo Oil Yokkaichi fell through and went back to the Tokai regional league.
| Pos | Club                   | Pts | W  | D | L  | GF | GA | GD  | Notes                          |
| 1   | Honda                  | 28  | 13 | 2 | 3  | 43 | 17 | +26 | Primera División               |
| 2   | Fujitsu                | 25  | 10 | 5 | 3  | 45 | 12 | +23 | Promoción con Primera División |
| 3   | Toshiba                | 22  | 8  | 6 | 4  | 30 | 17 | +13 |                                |
| 4   | Nippon Kokan           | 20  | 7  | 6 | 5  | 23 | 17 | +6  |                                |
| 5   | Toyota Motors          | 18  | 7  | 4 | 7  | 29 | 34 | -5  |                                |
| 6   | Tanabe Pharmaceuticals | 17  | 6  | 5 | 7  | 15 | 22 | -7  |                                |
| 7   | Teijin Matsuyama       | 17  | 7  | 3 | 8  | 20 | 24 | -4  |                                |
| 8   | Sumitomo               | 13  | 4  | 5 | 9  | 22 | 33 | -11 |                                |
| 9   | Kofu Club              | 10  | 4  | 2 | 12 | 17 | 33 | -16 | Promoción con Liga de Ascenso  |
| 10  | Daikyo Oil             | 10  | 5  | 0 | 13 | 27 | 46 | -19 | Liga Regional                  |

### Promoción
| JSL       | Ida | Vuelta | Liga de Ascenso                      |
| --------- | --- | ------ | ------------------------------------ |
| Kofu Club | 1-2 | 4-1    | Furukawa Electric Chiba (subcampeón) |